# Nimfa dorment
La nimfa dorment (Nymphalis polychloros) és una espècie de lepidòpter papilionoïdeu de la família dels nimfàlids (Nymphalidae) present als Països Catalans.

És una de les papallones més vistoses d'Europa (polycholoros en grec ve a significar "molts colors"). És comuna a tot el sud d'Europa i nord d'Àfrica. L'eruga s'alimenta principalment d'oms (Ulmus minor), encara que també pot consumir salzes (Salix), lledoners (Celtis australis), pereres i pomeres. 

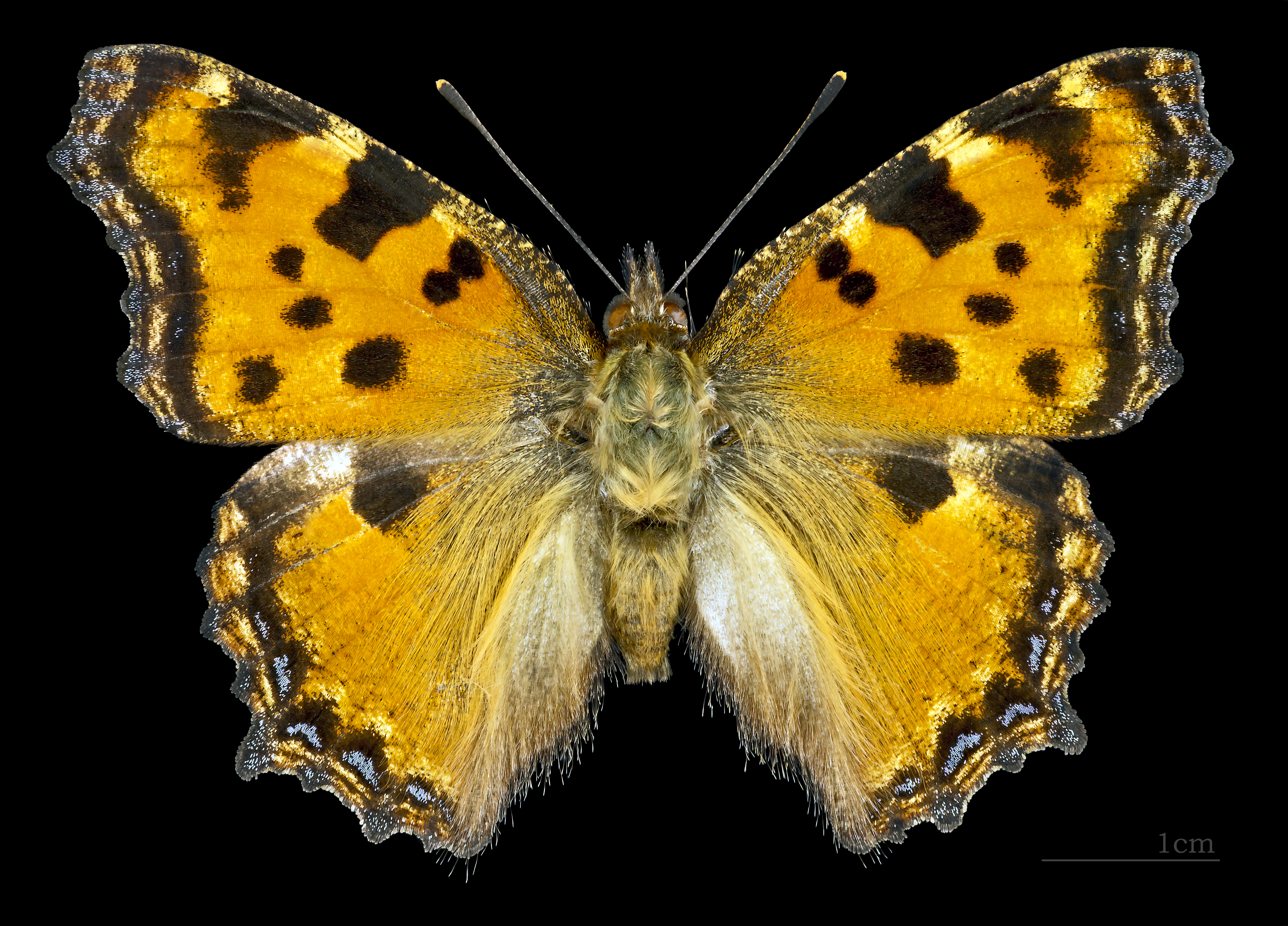
♂
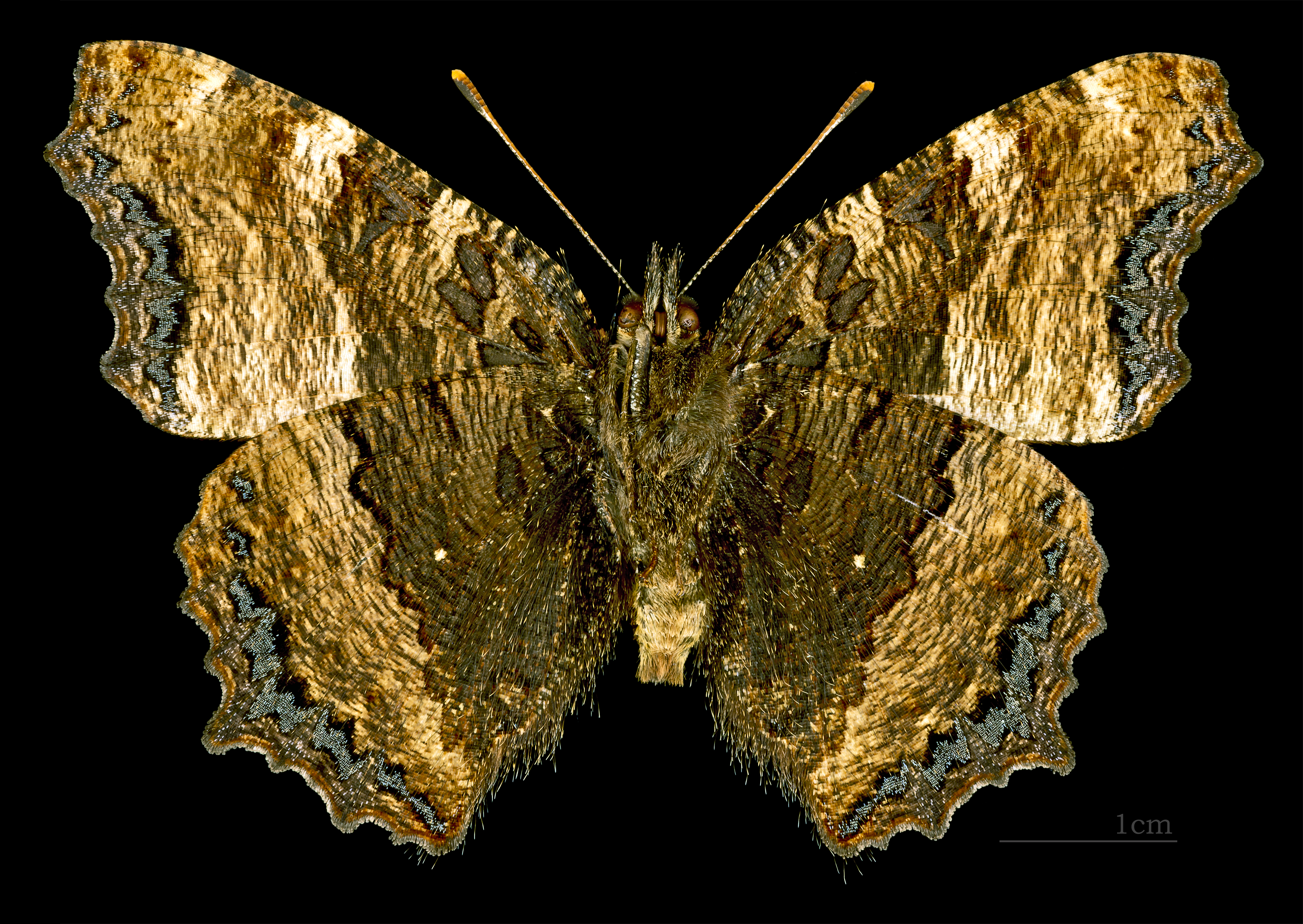
♂ △